# Erysiphe
Erysiphe (teleomorfe fase) is een geslacht van echte meeldauwschimmels, dat behoort bij de familie Erysiphaceae. De anamorfe (ongeslachtelijke) fase wordt Oidium genoemd. De schimmel parasiteert op verschillende plantensoorten. Het vruchtlichaam is een cleistothecium met daarin de ascosporen. In het ongeslachtelijke stadium worden conidiosporen op conidioforen gevormd.
Naar aanleiding van moleculaire studies is in 1975 Erysiphe graminis afgesplitst van het geslacht Erysiphe en kreeg het een eigen geslacht Blumeria.

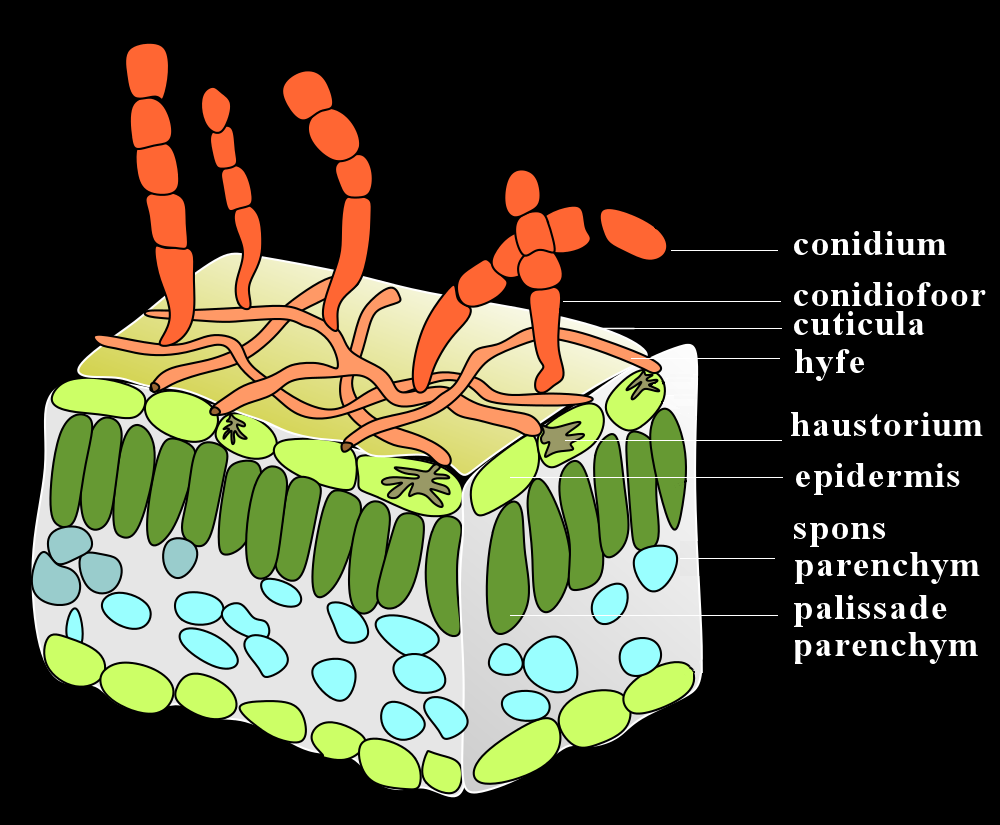
Erysiphe necator
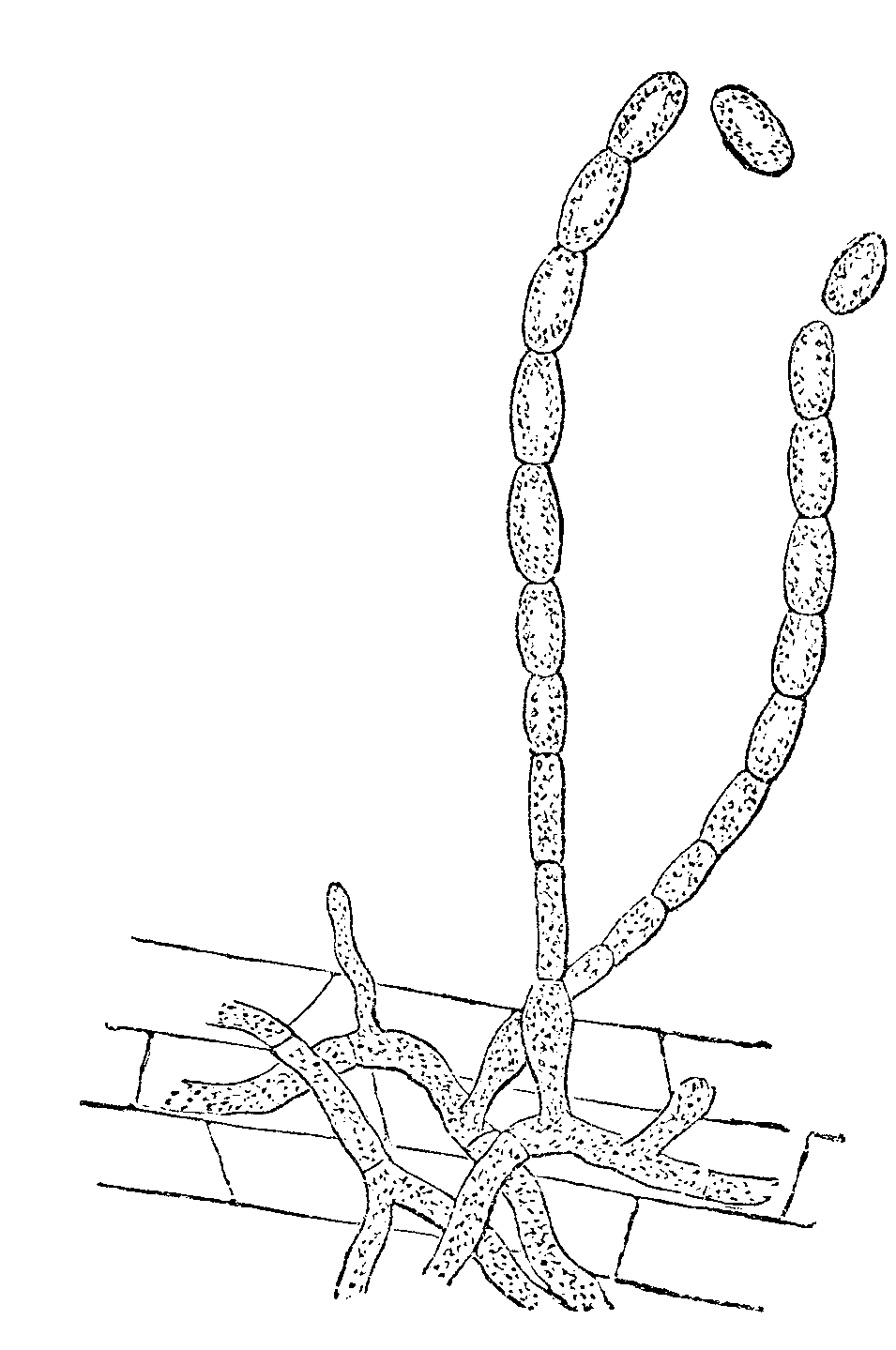
Conidiofoor met conidiosporen
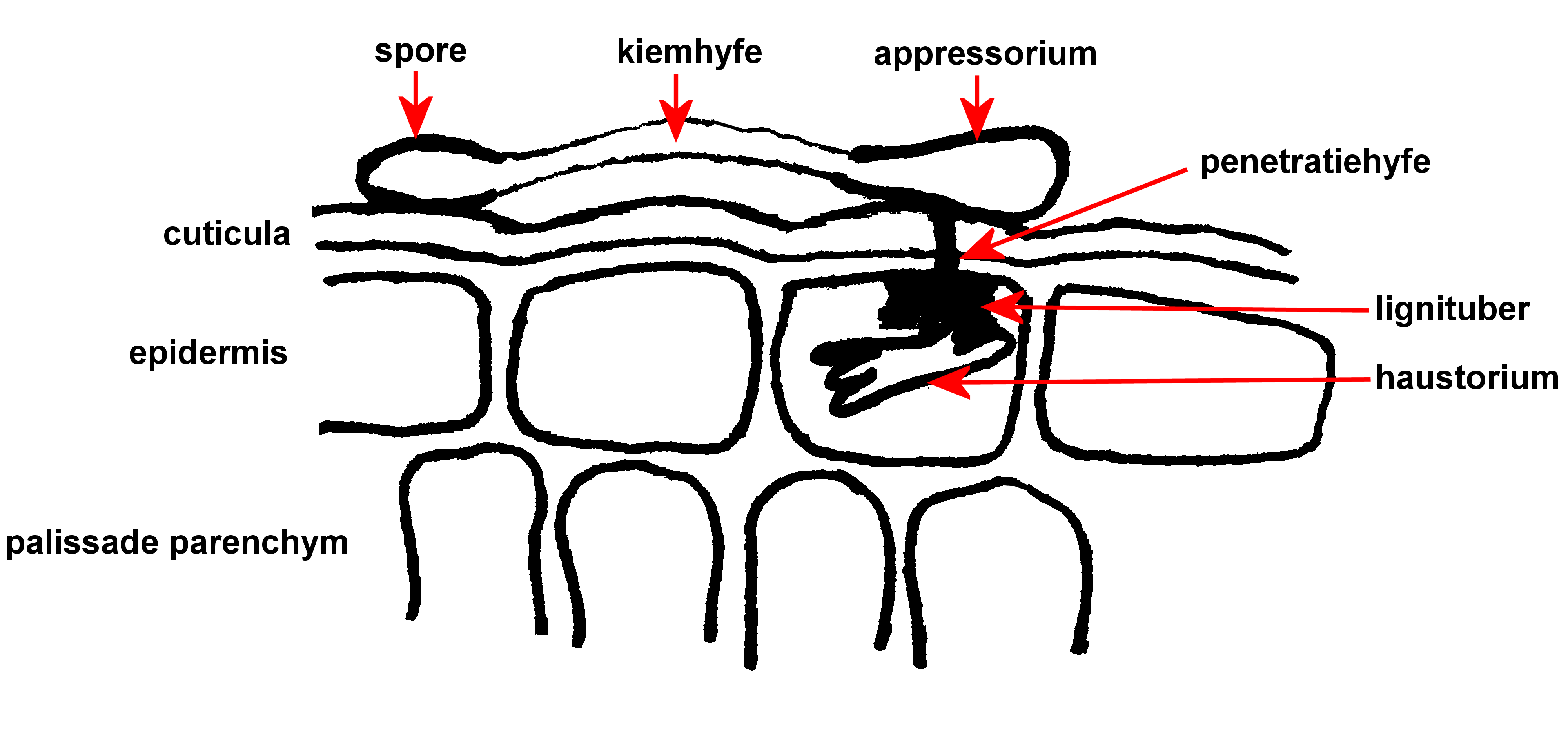
Kieming en penetratie
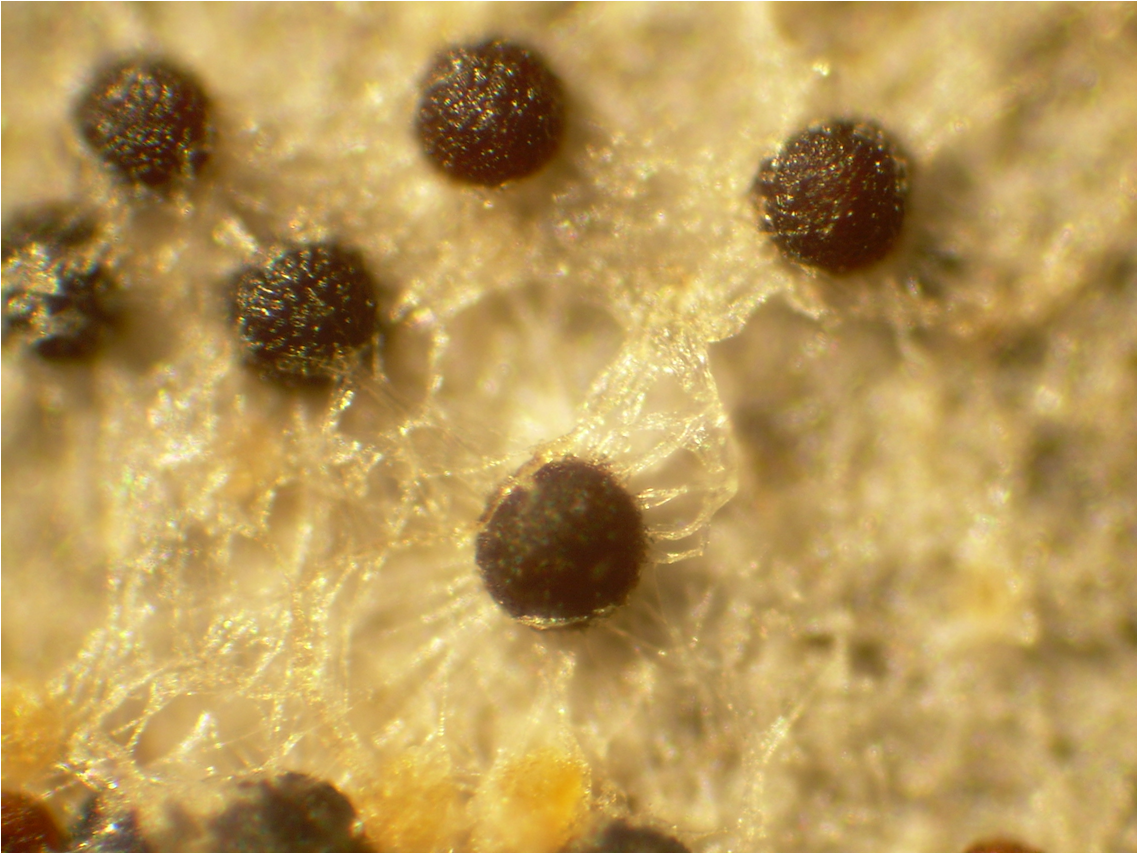
Cleistothecium van Erysiphe adunca
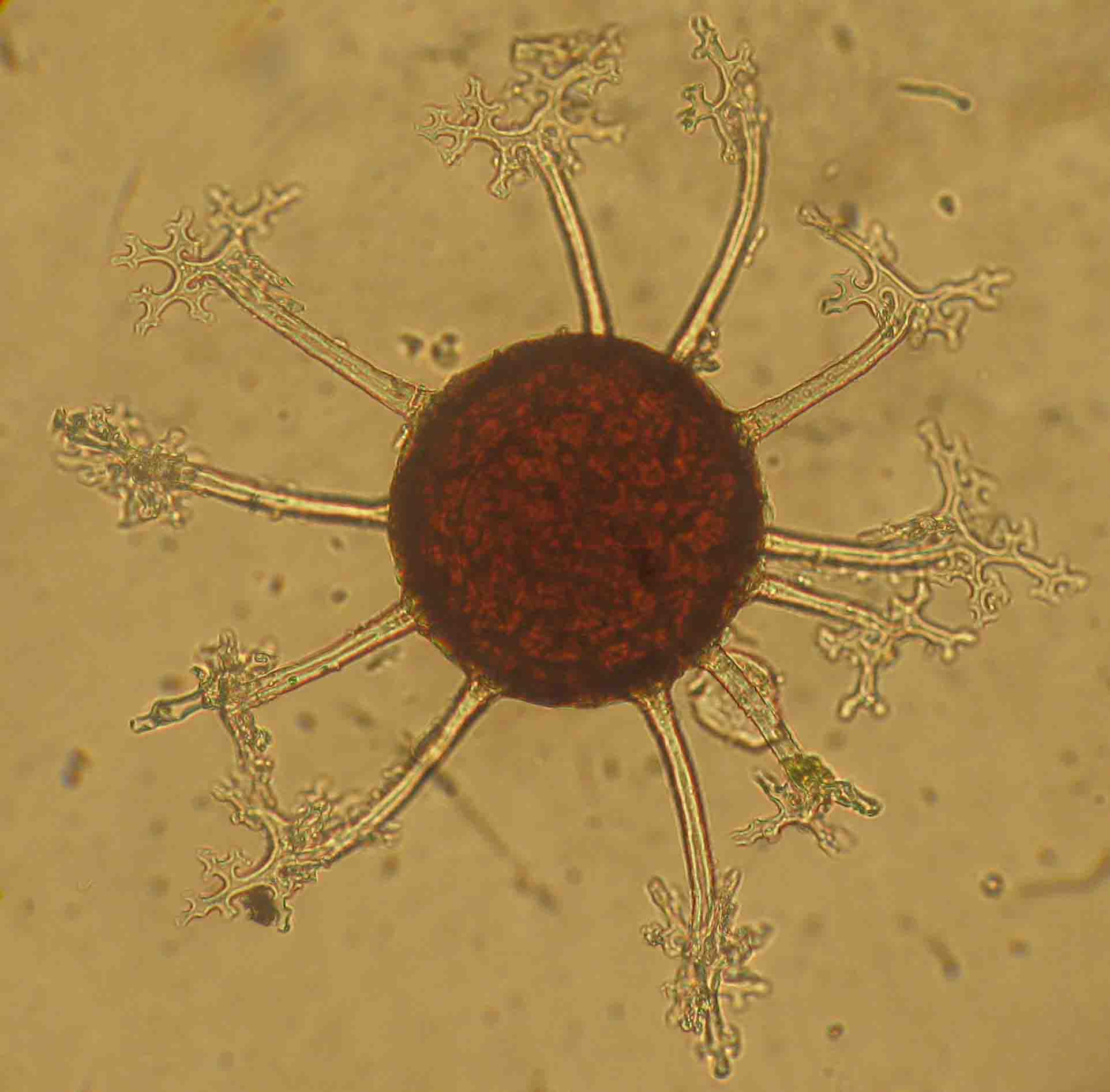
Cleistothecium van eikenmeeldauw (Erysiphe alphitoides) op een blad van de zomereik. De aanhangsels van het cleistothecium verschillen per soort.
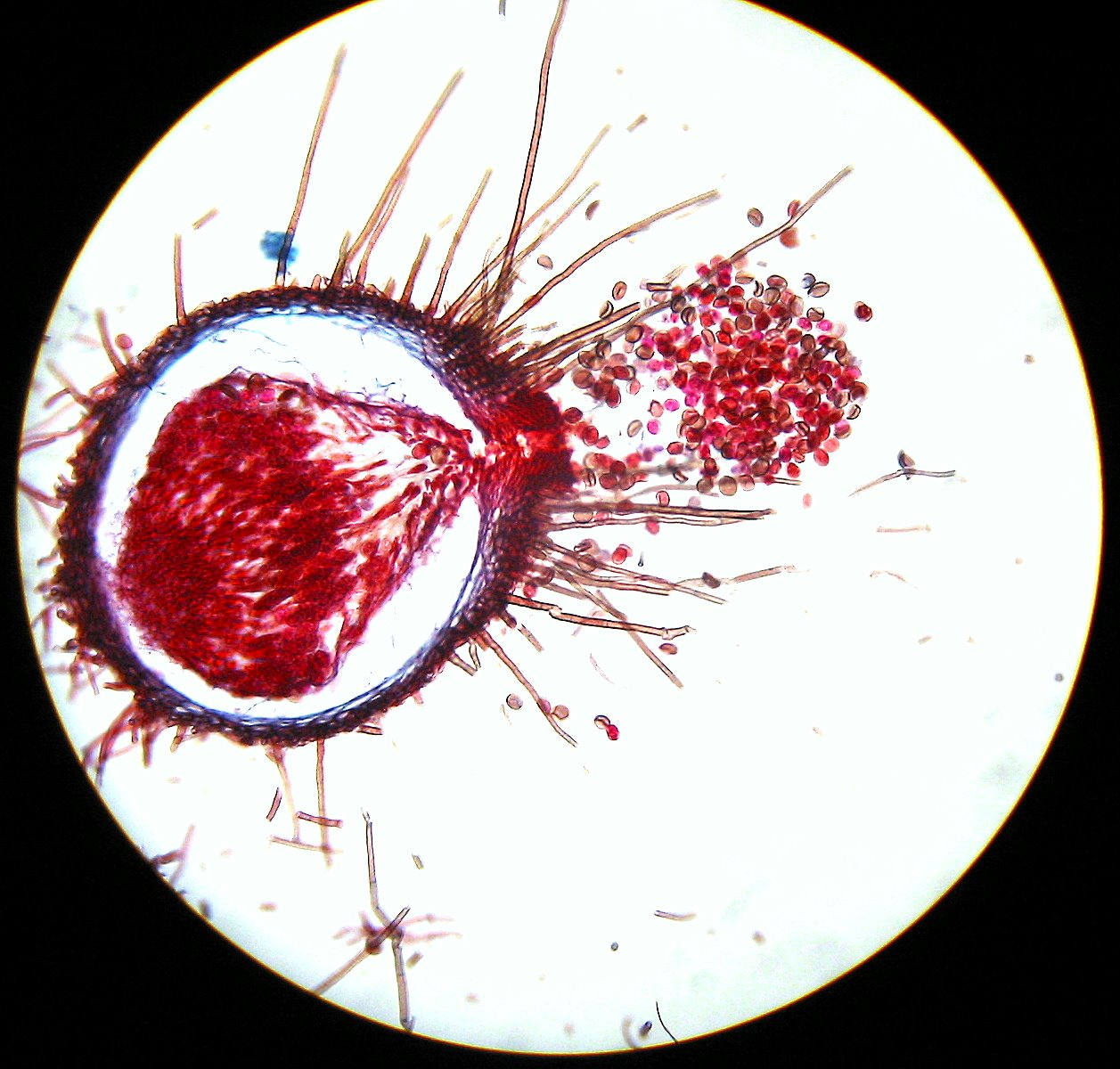
Openbarstend cleistothecium van een Erysiphe-soort.

## Soorten
- Erysiphe adunca (Wallr.) Fr.
- Erysiphe alphitoides (Griffon & Maubl.) U. Braun & S. Takam. 2000
- Erysiphe astragali DC. 1815
- Erysiphe aquilegiae DC. 1815
- Erysiphe arcuata U. Braun, V.P. Heluta & S. Takam. 2007
- Erysiphe azaleae (U. Braun) U. Braun & S. Takam. 2000
- Erysiphe baeumleri (Magnus) U. Braun & S. Takam. 2000
- Erysiphe begoniicola U. Braun & S. Takam. 2000
- Erysiphe berberidis DC. 1805
- Erysiphe betae (Vaňha) Weltzien 1963
- Erysiphe buhrii U. Braun 1978
- Erysiphe catalpae Simonyan 1984
- Erysiphe circaeae L. Junell 1967
- Erysiphe clandestina (Biv.) 1815
- Erysiphe convolvuli DC. 1805
- Erysiphe cruciferarum Opiz ex L. Junell 1967
- Erysiphe deutziae (Bunkina) U. Braun & S. Takam.
- Erysiphe elevata (Burrill) U. Braun & S. Takam. 2000
- Erysiphe euonymi DC. 1815
- Erysiphe euonymi-japonici (Vienn.-Bourg.) U. Braun & S. Takam. 2000
- Erysiphe flexuosa (Peck) U. Braun & S. Takam. 2000
- Erysiphe friesii (Lév.) U. Braun & S. Takam. 2000
- Erysiphe gorlenkoi (F.T. Chien) Giril. & Gulis 2005
- Erysiphe geraniacearum U. Braun & Simonyan 1984
- Erysiphe guarinonii (Briosi & Cavara) U. Braun & S. Takam. 2000
- Erysiphe hedwigii (Lév.) U. Braun & S. Takam. 2000
- Erysiphe hedysari (U. Braun) U. Braun & S. Takam. 2000
- Erysiphe helichrysi U. Braun 1987
- Erysiphe heraclei DC. 1815
- Erysiphe howeana U. Braun 1982
- Erysiphe hyperici (Wallr.) S. Blumer 1933
- Erysiphe hypophylla (Nevod.) U. Braun & Cunningt. 2003
- Erysiphe knautiae Duby 1830
- Erysiphe lonicerae DC. 1815)
- Erysiphe lycopsidis R.Y. Zheng & G.Q. Chen 1981
- Erysiphe lythri L. Junell 1967
- Erysiphe magnusii (S. Blumer) U. Braun & S. Takam. 2000
- Erysiphe mayorii S. Blumer 1933
- Erysiphe necator (Schwein.) Burrill 1892
- Erysiphe ornata (U. Braun) U. Braun & S. Takam. 2000
- Erysiphe paeoniae R.Y. Zheng & G.Q. Chen 1981
- Erysiphe palczewskii (Jacz.) U. Braun & S. Takam. 2000
- Erysiphe penicillata (Wallr.) Link 1824
- Erysiphe pisi DC. 1805
- Erysiphe polygoni DC. 1821
- Erysiphe prunastri (DC.) Sacc. 1882
- Erysiphe russellii (Clinton) U. Braun & S. Takam. 2000
- Erysiphe symphoricarpi (Howe) U. Braun & S. Takam. 2000
- Erysiphe syringae Schwein. 1832
- Erysiphe syringae-japonicae (U. Braun) U. Braun & S. Takam. 2000
- Erysiphe trifolii Grev.1824
- Erysiphe thesii L. Junell 1967
- Erysiphe trifoliorum (Wallr.) U. Braun 2010
- Erysiphe ulmariae Pers. ex Desm. 1846
- Erysiphe vanbruntiana (W.R. Gerard) U. Braun & S. Takam. 2000
- Erysiphe viburni Duby 1830
- Erysiphe urticae (Wallr.) S. Blumer 1933